# Timberland, Lincolnshire
Timberland är en ort och civil parish i Storbritannien.   Den ligger i grevskapet Lincolnshire och riksdelen England, i den sydöstra delen av landet, 180 km norr om huvudstaden London. Timberland ligger 14 meter över havet och antalet invånare är 499.
Terrängen runt Timberland är platt, och sluttar österut. Runt Timberland är det ganska tätbefolkat, med 111 invånare per kvadratkilometer. Närmaste större samhälle är Lincoln, 18,9 km nordväst om Timberland. Trakten runt Timberland består till största delen av jordbruksmark.